# 莱蒂希娅·赖特
莱蒂希娅·米歇尔·赖特（英語：Letitia Michelle Wright，1993年10月31日—），英国女演员，2011年出道，曾参演多部英国电视连续剧，包括
《上层男孩》、《浮现》、《追影逐凶》、《神秘博士》第九季第十集《直面渡鸦》以及《黑镜》第四季第六集《暗黑博物馆》等。
赖特曾被评为英国电影和电视艺术学院2015年“颇具突破精神的英国人”， 漫威影业2018年两部力作《黑豹》、《复仇者联盟3：无限战争》、2019年《復仇者聯盟4：終局之戰》以及2022年《黑豹2：瓦干達萬歲》中扮演舒莉一角让赖特名声大振。

## 早年生活
赖特1993年出生于圭亚那乔治敦，7岁时随全家移民至英国伦敦，并且在此接受教育。 在托特纳姆长大后，她表示：“我永远是北伦敦人”。

## 事业生涯
赖特因深受电影《阿基拉和拼字大赛》影响而对表演萌生兴趣，她觉得该部影片中的阿基拉·安德森（柯柯·帕尔莫饰）是一个积极的角色榜样。经过多次毛遂自荐之后，她终于得到了一些饰演小角色的机会。在2012年上映的影片《我的恶魔兄弟》中，赖特的演技获得了知名电影杂志《国际银幕》的肯定，并被该杂志评选为“2012明日新星”之一。参演迈克尔·卡顿-琼斯2015年执导的电影《城市颂歌》让赖特声誉鹊起，凭借此部影片，她获得了2016年第19届英国独立电影奖最佳新演员的提名。
赖特在漫威電影宇宙电影《黑豹》（2018年）中饰演黑豹特查拉国王的妹妹也就是瓦坎达舒莉公主一角。该部影片于2018年3月在全球公映，由迈克尔·巴卡里·乔丹、露琵塔·阿蒙蒂·尼咏欧、达娜·古瑞拉以及查德维克·博斯曼主演。在2018年4月上映的电影《复仇者联盟3：无限战争》中，赖特继续饰演这一角色。
此外，她还在史蒂芬·史匹柏执导影片《头号玩家》中饰演Reb一角。除此之外，赖特還在由加拿大说唱歌手奥布瑞·德雷克·格瑞汉录唱的一首流行嘻哈歌曲《人生苦短》中担任主角，该曲于2018年4月6日通过环球唱片公司发行。

## 个人生活
赖特身受抑郁症之苦，在2018年一次《名利场》的专访中，她说，“当世界不知道舒莉和莱蒂希娅时，我在阴风晦雨的黑暗之中备受煎熬”。因受抑郁症之困扰，她一度中止了演艺事业，直到2015年在《圣经》中找寻到了些许灵感。在英国脱口秀《今晨》中，她解释说：“我需要休息调整一下，我当时大部分时间都被演艺事业占据了。于是我开始了一段探寻我与上帝之间的关系的心灵之旅，因此之故，我成了一名基督徒”。

## 演出作品

### 电视
| 年份 | 名称             | 角色          | 备注                       |
| ---- | ---------------- | ------------- | -------------------------- |
| 2011 | 《霍尔比市》     | 埃莉·梅纳德   | 《目光短浅》和《变节》兩集 |
| 2011 | 《偶然》         | 三号女孩      |                            |
| 2011 | 《上层男孩》     | 尚泰勒        | 4集                        |
| 2013 | 《浮现》         | 汉纳          | 《大龄女孩》一集           |
| 2014 | 《格拉斯哥女孩》 | 艾莫          |                            |
| 2014 | 《追影逐凶》     | 泰勒·戴维斯   | 《直接接触》一集           |
| 2015 | 《香蕉》         | 薇薇安·斯科特 | 3集                        |
| 2015 | 《黄瓜》         | 薇薇安·斯科特 | 4集                        |
| 2015 | 《神秘博士》     | 阿纳森        | 《直面渡鸦》一集           |
| 2016 | 《人类》         | 雷妮          | 7集                        |
| 2017 | 《黑镜》         | 妮什          | 《暗黑博物館》一集         |

### 电影
| 年份 | 名称                      | 角色                | 备注                       |
| ---- | ------------------------- | ------------------- | -------------------------- |
| 2011 | 《受害者》                | 妮拉                |                            |
| 2012 | 《我的恶魔兄弟》          | 艾莎                |                            |
| 2015 | 《城市颂歌》              | 杰米·哈里森         |                            |
| 2018 | 《通勤营救》              | 朱勒·斯凯博德       |                            |
| 2018 | 《黑豹》                  | 舒莉                | 土星奖最佳年轻演员（提名） |
| 2018 | 《一級玩家》              | Reb （革命軍成員）  |                            |
| 2018 | 《复仇者联盟3：无限战争》 | 舒莉                |                            |
| 2019 | 《復仇者聯盟：終局之戰》  | 舒莉                |                            |
| 2019 | 《番石榴岛》              | Yara                |                            |
| 2021 | 《歡樂好聲音2》           | 猞猁-努絲（Nooshy） |                            |
| 2022 | 《尼羅河謀殺案》          | 羅莎莉·奧特伯恩     |                            |
| 2022 | 《黑豹2：瓦干達萬歲》     | 舒莉／黑豹          |                            |
| 2026 | 《復仇者聯盟：末日之戰》  | 舒莉／黑豹          |                            |